# 안티포스
안티포스(고대 그리스어: Ἄντιφος)는 그리스 신화에서 다음과 같은 인물들의 이름이다.
- 테살로스의 아들로 헤라클레스의 손자. 형제인 페이디포스와 함께 30척의 배를 이끌고 코스 및 칼리드나이 군도의 병력을 데리고 그리스 연합군에 참가하였다.[1]
- 탈라이메스의 아들, 아버지 탈라이메스는 귀가이에 호수의 요정과의 사이에서 메스틀레스와 안티포스를 낳았다. 이들 두 형제는 메오니에 인들을 이끌고 트로이 진영에 참가하였다.[2]
- 트로이의 왕 프리아모스와 그의 아내 헤카베 사이에서 태어난 50명의 아들 중에 하나. 트로이 전쟁에 참가했다 전투 중에 큰 아이아스에게 창을 던졌으나 맞히지 못하고 오디세우스의 부하인 레우코스를 죽였다.[3] 아킬레우스가 그를 사로 잡았다가 몸값을 받고 풀어주었다고 한다.

그는 그리스 군의 방벽을 공격하다가 배다른 형제인 이소스와 함께 아가멤논의 칼에 쓰러졌다.
- 아이깁티오스의 아들. 오디세우스와 함께 트로이 원정에서 돌아오다가 키클롭스인 폴리페모스에게 잡아먹혔다.[5]